# Kapitalismen byggde landet
Kapitalismen byggde landet är en bok från 1991 av Bo Södersten, socialdemokratisk politiker och nationalekonom. I boken går Södersten till angrepp mot socialdemokratiska partiet för dess slutna maktstruktur och ekonomiska felslut. Han kritiserar även systemfel inom den svenska ekonomiska politiken, den offentliga sektorn, skattepolitiken, förskolan och utbildningen, kärnkraftspolitiken och bostadspolitiken samt analyserar socialdemokratins tidigare hegemoni.
Bokens titel kommer sig av att Södersten menar att den ekonomiska modell som lade grunden för den svenska välfärden var en neutral marknadsmodell utan ideologiska förtecken eller politiska interventioner. Södersten menar att denna modell var verksam i cirka 70 år fram till andra världskriget och framför åsikten att Sverige 1991 hade haft bättre ekonomiskt välmående om den modellen hade fått fortsätta.
När boken publicerades befann sig socialdemokraterna i en politisk svår situation efter rosornas krig och Regeringen Carlsson I:s avgång 1990, samtidigt som de första tecknen på 1990-talets finanskris hade börjat märkas.